# Blanc, bleu, rouge
Cet article possède un paronyme, voir Bleu blanc rouge.
Blanc, bleu, rouge est un feuilleton télévisé franco-allemand en 6 épisodes de 52 minutes, créé par Claude Brulé d'après le roman intitulé Sophie, mon cœur de Françoise Linarès, réalisé par Yannick Andréi et diffusé du 1er janvier au 5 février 1981 sur TF1.

## Synopsis
Ce feuilleton relate une histoire d'amour contrariée dans la tourmente de la Révolution française.

## Distribution
- Bernard Giraudeau : Mathieu de Brècheville
- Anne Canovas : Judith Malahougue
- Véronique Delbourg : Sophie de Brècheville
- Paul Le Person : le baron de Brècheville
- Henri Virlojeux : Docteur Malahougue
- Frédéric Andréi : François de Brècheville
- Constanze Engelbrecht : Anne de Rouello
- Maryse Martin : Perrine
- Christine Wodetzky : Catherine Malahougue
- Alexander Radszun : Nicolas de Rouello
- Claus Obalski : Guillaume Malahougue
- François Jaubert (acteur) : Thomas
- Michel Dodane : Gildas Malouin, prêtre
- Julie Philippe : Jeannette
- Maxence Mailfort : Fouché
- Sylvain Lévignac : un chouan
- Jean Martinelli : un seigneur enfermé à la conciergerie
- Jean-Noël Dalric : Capitaine de Frotté

## Épisodes
1. Les Fièvres de l'été
2. Les Noces de Brècheville
3. La Violence parisienne
4. L'Écharpe de Coblence
5. Je vous ai tous aimés
6. L'Embuscade